# Город на краю вечности (Звёздный путь: Оригинальный сериал)
«Город на краю вечности» (англ. «The City on the Edge of Forever») — двадцать восьмой эпизод первого сезона американского научно-фантастического телесериала «Звёздный путь», впервые вышедший на телеканале NBC 6 апреля 1967 года и повторённый 31 августа. Эта серия стала одной из самых известных и обсуждаемых, в 1968 году эпизод был удостоен премии Хьюго в номинации «Лучшая постановка». Режиссёром данной серии выступил Джозеф Певни, а из известных актёров для съёмок была приглашена Джоан Коллинз, сыгравшая Эдит Килер. Эпизод неоднократно включался в различные топы и рейтинги авторитетных изданий, а Уильям Шетнер назвал его одним из самых любимых.

## Сюжет
В звёздную дату 3134.0 звездолёт Федерации «Энтерпрайз» под командованием Джеймса Тиберия Кирка исследует временные аномалии на орбите одной из планет. Во время небольшого пожара на капитанском мостике легко ранен рулевой Сулу и ему на помощь вызывают доктора МакКоя. Врач вводит лейтенанту немного кордразина и Сулу приходит в себя. Очередной толчок «Энтерпрайза» в нестабильном поле и шприц с сильнодействующим препаратом вонзается в торс доктора, МакКой получает большую дозу кордразина, превышающую допустимую в 100 раз. В бреду он бежит в транспортаторную, нападает на лейтенанта Кайла (Джон Уинстон) и телепортируется на планету.
Капитан Кирк собирает десантный отряд и отправляется на поиски доктора. В месте, где потерялся МакКой, люди находят необычного вида пульсирующее кольцо выше человеческого роста. Из него раздаётся голос и десант узнаёт, что с ними разговаривает «Страж вечности» — портал в любое место и время прошлого. Во время быстрой прокрутки истории земных цивилизаций доктор МакКой разгоняется и пропадает в портале. После этого связь с «Энтерпрайзом» пропадает, вероятно, из-за того, что врач настолько изменил прошлое, что «Энтерпрайз» никогда не был построен, а десант обречён остаться здесь навсегда. Кирк и Спок отправляются на поиски доктора, чтобы не дать тому изменить историю.
Капитан и первый помощник попадают в Нью-Йорк времён Великой депрессии. Украв с верёвок высыхающую одежду, они прячутся в подвале одного из домов, где их и находит Эдит Килер (Джоан Коллинз). Она является содержательницей приюта для бездомных на 21-й улице, предлагает незнакомцам работать на неё. Спок начинает собирать процессор для взаимодействия с трикодером, благодаря которому можно будет узнать, как именно МакКой изменил историю.
Джеймс Кирк влюбляется в Эдит, с которой у него много общего: её также заботит будущее Земли и выход человека к звёздам. Больной МакКой случайно попадает в заведение Килер и та отводит его в комнату, где ухаживает за поправляющимся доктором. Спок и Кирк не знают, что тот, кого они ищут, находится с ними в одном здании. Спок заканчивает работу над процессором и из трикодера узнаёт, что именно от Эдит Килер зависит будущее человечества. Если доктор МакКой спасёт её от ДТП, то в будущем она, провозглашая пацифизм, повлияет на американского президента Франклина Рузвельта и США не вступают во Вторую мировую войну против нацистской Германии. Война затягивается и Германия успевает создать ядерное оружие, вследствие чего полностью порабощает мир. Несмотря на свою любовь, капитан понимает, что Эдит должна умереть, чтобы спасти человечество.
Вечером Джеймс и Эдит идут в кино и в разговоре девушка упоминает МакКоя. Капитан говорит ей оставаться там, где она стоит, а сам через улицу бежит сообщить Споку новость. Втроём они встречаются у входа и Эдит, увидев это, идёт через дорогу к ним, она не замечает мчащегося в её сторону грузовика. Доктор бросается на помощь девушке, но Кирк удерживает его и автомобиль насмерть сбивает Эдит. МакКой в ужасе спрашивает: «Вы знаете, что только что сделали?». Спок отвечает: «Он знает, доктор. Он знает».
После смерти Эдит история возвращается в первоначальное русло, а трое товарищей возвращаются на планету Хранителя, где их встречает оставшийся десант с «Энтерпрайза». Ухура говорит, что они отсутствовали всего секунду. Кирк командует побыстрее убираться с этой планеты.

## Создание

### Сценарий
Первоначальный вариант сценария был написан Харланом Эллисоном ещё в 1966 году, но довольно поздно попал в руки создателей сериала.
Написанная Эллисоном история была превосходна в литературном плане (хотя режиссёр Джозеф Певни отметил отсутствие чувства театра, когда в драматические моменты персонажи поступали не совсем правильно), но возникло несколько проблем. Во-первых, сценарий оказался очень длинным для пятидесятиминутной серии. Во-вторых, для реализации описанного требовались дорогостоящие спецэффекты, которые съёмочная группа не могла себе позволить. Также в сценарии были такие моменты, как распространитель наркотиков среди экипажа и мысли Кирка пожертвовать кораблём ради Эдит, поэтому создатели сериала сочли, что такой сценарий не подходит для «Звёздного пути». В связи с этим Эллисон сделал поправки в сценарии и предоставил окончательный вариант в декабре 1966 года. Джин Родденберри всё равно считал, что история слишком дорога в производстве, если снимать как написано. Сценарий подвергся многочисленным правкам как со стороны самого Родденберри, так и со стороны Стивена Карабацоса, Джина Л. Куна и Д. К. Фонтаны. Харлан Эллисон оказался недоволен финальным вариантом сценария и вместо своего имени подписался как Кордвэйнер Бёрд.
Одной из причин отречения Эллисона от сценария это небольшое, но важное изменение в характере Эдит Килер. В версии писателя девушка была со смутной философией хиппи, тогда как в финальном варианте у неё появилась чётко выраженная антивоенная позиция. В версии, вышедшей на экраны, подразумевается, что антивоенные настроения были вредны для будущего человечества. Хотя слова Спока: «Она была права, но не в то время», истолковали как критику вьетнамской войны, что и подтвердил продюсер Роберт Джастмэн.
По словам Эллисона, Родденберри позже утверждал, что в оригинальном сценарии Скотти был распространителем наркотических средств. Родденберри позже признался, что, когда сделал это замечание, ещё не читал сценарий. В 1996 году вышла книга Харлана Эллисона «Harlan Ellison’s The city on the edge of forever : the original teleplay that became the classic Star trek episode», в которой напечатан первоначальный вариант сценария, а также переписанный I акт, датированный декабрём 1966 года. Книга изобилует копиями юридических документов, писем и т. д., подтверждающими версию Эллисона. Однако ещё до этого сценарий печатался в книге Роджера Элвуда «Six science fiction plays».

### Съёмки
Съёмки эпизода начались 3 февраля 1967 года и были закончены 14 февраля, что немного больше, чем обычно. И хотя не сохранилось документации, подтверждающей бюджет эпизода, по словам Герберта Солоу и Роберта Джастмэна, бюджет серии составил $ 250 000. Это довольно крупная сумма для того времени. Для сравнения, средний бюджет других эпизодов «Оригинального сериала» составлял около $ 185 000.

### Музыка
Помимо основной музыки, играющей и в других эпизодах сериала, эта серия имеет и оригинальный саундтрек, написанный Фредом Стейнером. Изначально в эпизоде была использована популярная песня 1931 года «Goodnight Sweetheart», однако из-за авторских прав по настоянию Дж. Питера Робинсона в расширенном издании на VHS эта песня отсутствовала. С выходом первого DVD на коробке присутствовала пометка о том, что некоторая музыкальная составляющая была заменена. Тем не менее, песня была включена в эпизод на DVD, что вынудило Paramount оплатить лицензионные платежи. В связи с этим «Goodnight Sweetheart» стала появляться на всех последующих DVD и Blu-Ray.

### Судебный иск
13 марта 2009 года Харлан Эллисон обратился в суд с иском против CBS Paramount, требуя выплатить ему 25 % от всех доходов, что телеканал получил с эпизода 1967 года. 22 октября 2009 года судебный иск был урегулирован и писатель остался доволен результатом.

## Оценки и отзывы

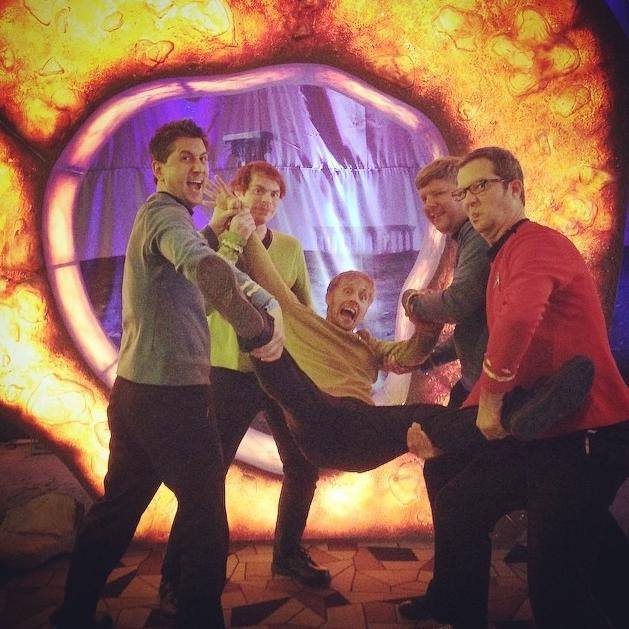
Косплей. Лас-Вегас, 2014

По словам создателя «Звёздного пути» Джина Родденберри эпизод был настолько хорош, чтобы стать полнометражным фильмом. Много отснятого материала пришлось вырезать, чтобы эпизод поместился в телевизионный временной слот.
В 1968 году этот эпизод стал лауреатом научно-фантастической премии Хьюго в номинации «Лучшая постановка». Примечательно, что все номинанты — эпизоды сериала «Звёздный путь». Также номинировались эпизоды «Время ярости», «Зеркало, зеркало», «Машина Судного дня» и «Проблема с трибблами».
Entertainment Weekly назвал эпизод лучшим из всего «Оригинального сериала». The Hollywood Reporter поставил эпизод на 1-е место среди ста лучших телевизионных эпизодов всех телевизионных франшиз «Звёздный путь», включая живые выступления и мультсериалы, но не считая фильмы. TV Guide поставил его на 68 строчку в сотне самых запоминающихся моментов в истории телевидения, а в издании 1998 года эпизод оказался на 92 позиции из 100 величайших эпизодов всех времён. IGN поставил серию на первое место в десятке лучших эпизодов «Звёздного пути». Зак Хэндлен из The A.V. Club поставил эпизоду оценку «A», назвав серию «справедливо почитаемой классикой».

## Заметки
1. ↑  в титрах не указана
2. ↑  в титрах не указан